# Zaosice
Zaosice – polana w Pieninach Czorsztyńskich na zachodnich stokach pod przełęczą Podosice, na wysokości około 600–660 m n.p.m. Znajduje się na północno-zachodnich stokach Macelowej Góry (800 m) i południowo-zachodnich Cyrlowej Skały (816 m). Stoki polany opadają do doliny Strasznego Potoku, ale polana znajduje się jeszcze sporo powyżej jego koryta.
Nazwa polany pochodzi od tego, że mieszkańcy Sromowiec Wyżnych nazywają Macelową Górę Osicami. Nie prowadzi tędy żaden szlak turystyczny a cały ten rejon znajduje się na obszarze Pienińskiego Parku Narodowego. Z rzadkich w Polsce roślin występuje zaraza macierzankowa oraz pępawa różyczkolistna (w całych polskich Karpatach znana tylko z dwóch stanowisk). W latach 1987–1988 znaleziono tu bardzo rzadki, w Polsce zagrożony wyginięciem gatunek porostu – mąkla tarniowa Evernia prunastri. Jednakże polana przestała być użytkowana przez miejscową ludność, co powoduje zarastanie jej lasem, a w konsekwencji wyginięcie tej rośliny na tym stanowisku. W celu zapobiegnięcia wyginięciu tych rzadkich roślin należałoby podjąć działania ochrony czynnej – w tym wypadku usuwanie zadrzewień i koszenie polany.
Polana znajduje się w miejscowości Sromowce Niżne w województwie małopolskim, w powiecie nowotarskim, w gminie Czorsztyn.